# Dorfkirche Wölsickendorf

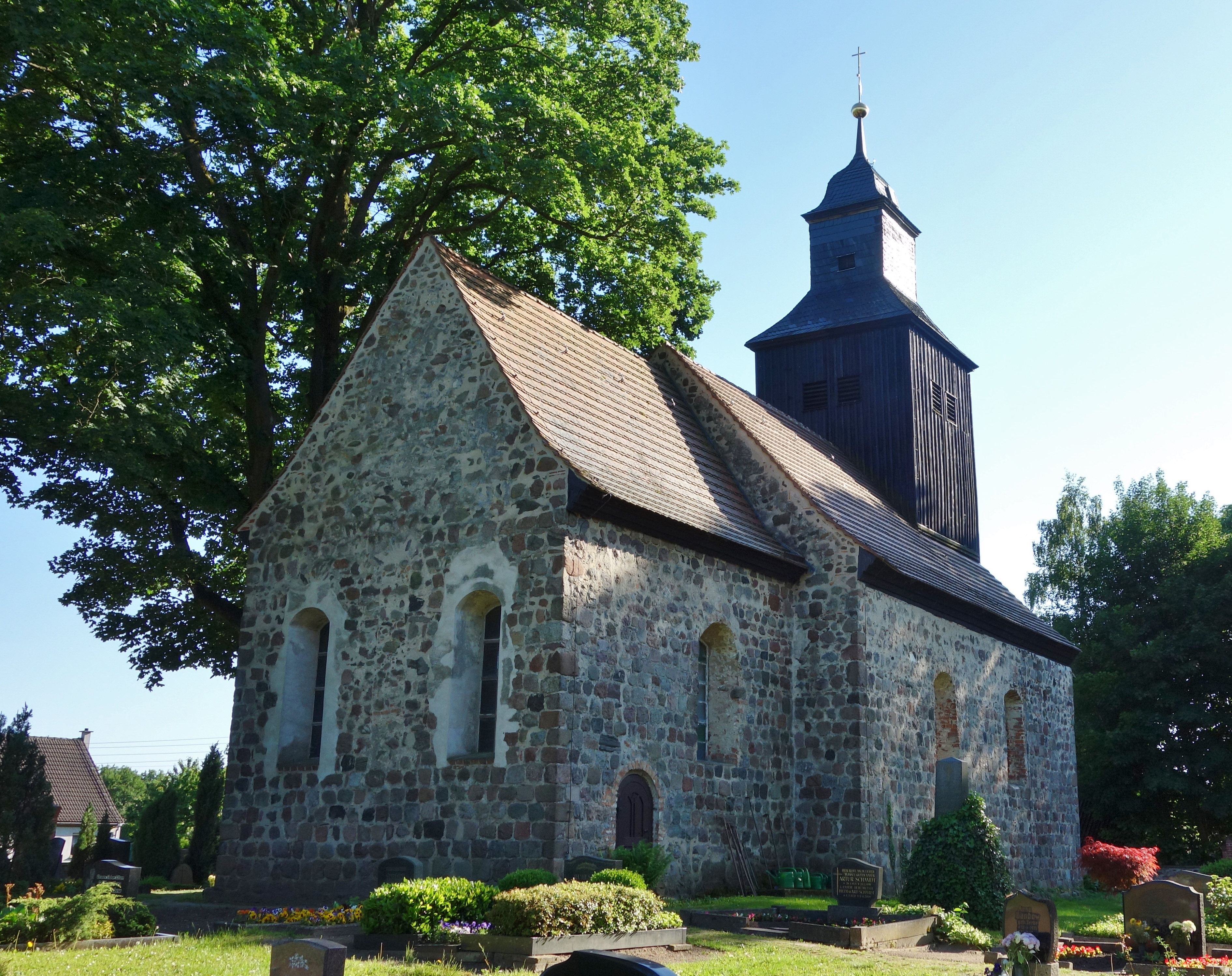
Dorfkirche in Wölsickendorf

Die evangelische Dorfkirche Wölsickendorf ist eine Saalkirche in Wölsickendorf, einem Ortsteil der Gemeinde Höhenland im brandenburgischen Landkreis Märkisch-Oderland. Die Kirche gehört zur Evangelischen Kirchengemeinde Oberbarnim-Nikolai des Pfarrsprengels Alte Oder im Kirchenkreis Oderland-Spree der Evangelischen Kirche Berlin-Brandenburg-schlesische Oberlausitz. Das Gebäude steht unter Denkmalschutz.

## Baubeschreibung
Es handelt sich um einen flachgedeckten Saalbau mit eingezogenem Chor aus dem 13. Jahrhundert, der aus regelmäßigem Mauerwerk aus gequadertem Feldstein besteht, wobei die oberen Lagen verändert wurden. An der Südfront gibt es drei Spitzbogenportale. Der westliche Turm wurde 1698/99 gebaut und 1740 verändert. Der verbretterte Aufsatz des Turms wurde im Jahr 1769 ergänzt. Die Orgel im Innern stammt von der Firma Dinse und steht gesondert unter Denkmalschutz.